# Idioma ainu
El idioma ainu o ainú (ainu: アイヌ イタㇰ, aynu itak; japonés: アイヌ語, ainu-go) es un idioma hablado por la etnia ainu en la isla japonesa de Hokkaidō. Antiguamente se hablaba también en las islas Kuriles, en el norte de Honshu y en la parte meridional de la isla de Sajalín.
Aunque es tipológicamente similar al japonés, la lengua ainu se considera una lengua aislada sin relación con otros idiomas. A veces, se clasifica entre las lenguas paleosiberianas, grupo de lenguas no emparentadas y que se cree que ya se hablaban en Siberia antes de la llegada de las lenguas túrquicas y tunguses. En los últimos años se ha intentado relacionarla con las lenguas áustricas, tanto a través del vocabulario como por comparaciones culturales; es el caso de Shichiro Murayama. Se ha postulado que las lenguas austroasiáticas del sudeste asiático son las más cercanas al ainu.

## Aspectos históricos, sociales y culturales

### Hablantes
El ainu es una lengua en peligro de extinción. En Nibutani, localidad que presenta la mayor concentración de hablantes nativos, hay unos 100 hablantes, de los que sólo 15 usan la lengua a diario. La mayoría de los autoproclamados «ainus étnicos» de Japón (muchos otros no son conscientes de su origen ainu o tienen miedo de ser discriminados) hablan únicamente japonés. En los últimos años se observa un aumento del aprendizaje como segunda lengua, especialmente en Hokkaido, gracias al esfuerzo del activista ainu y antiguo miembro de la dieta japonesa, Shigeru Kayano, hablante nativo él mismo.

## Descripción lingüística

### Fonología
Las sílabas ainu tienen la forma CV(C) y existen pocos grupos de consonantes. Hay cinco vocales:
|          | anterior | central | posterior |
| -------- | -------- | ------- | --------- |
| cerradas | i        |         | u         |
| medias   | e        |         | o         |
| abiertas |          | a       |           |
Sin embargo, en proto-ainu parecen haber existido más vocales y podría haber poseído diferencias de cantidad vocálica. El inventario de consonantes del ainu viene dado por:
|           |           | bilabial | alveolar    | palatal | velar | glotal |
| --------- | --------- | -------- | ----------- | ------- | ----- | ------ |
| oclusiva  | oclusiva  | p        | t           |         | k     | ʔ      |
| africada  | africada  |          | ts dz tʃ dʒ |         |       |        |
| fricativa | fricativa |          | s           | [ʃ]     |       | h      |
| sonorante | nasal     | m        | n           |         |       |        |
| sonorante | no-nasal  | w        | r           | y       |       |        |
El fonema /c/ varía alofónicamente entre [ʧ], [ʦ], [ʤ], [ʣ] según el contexto fonético.
La secuencia /ti/ se realiza como [ʧi], /s/ se transforma en [ʃ] ante /i/ y al final de sílaba. Existe alguna variación entre dialectos; en el dialecto de Sajalin, las /p, t, k, r/ a final de sílaba se transforman en /h/.
Existe un acento tonal; palabras que incluyen afijos se pronuncian con un tono alto en la raíz o en la primera sílaba si es cerrada o tiene un diptongo. Otras palabras tienen tono alto en la segunda sílaba.

### Tipología y gramática
El ainu es una lengua SOV, con posposiciones. El sujeto y el objeto se marcan habitualmente con posposiciones. Los sustantivos se pueden agrupar para modificarse entre sí; el sustantivo principal se coloca al final. Los verbos, que son intrínsecamente transitivos o intransitivos, aceptan varios afijos derivacionales.
Tipológicamente, el ainu tiene un orden de palabras (y algunos otros aspectos fonológicos) similar al japonés y al coreano, mientras que su gran grado de síntesis recuerda más a las lenguas al norte y este.

### Numerales
Los numerales del '1' al '10' son: sine '1', tup '2', rep '3', inep '4', asiknep '5' (<aske ' mano' ), iwanpe '6' (10-4), arwanpe '7', tupesanpe '8' (10-2), sinepesanpe '9' (10-1), wanpe '10' (< 'dos lados').
Los numerales reconstruidos para el proto-ainu que son:  *si-nE- '1', *tuu- '2', *dE- '3', *ii-nE- / *pOqOn '4', *aski ~ *asik '5', *ii+hdan- '6', *a-d[E]+hdan '7', *tu+pE+hdan '8', *si-nE+pE+hdan '9', *hdan- '10.

## Escritura
Oficialmente, se escribe con una versión modificada del silabario katakana del japonés. También se emplea el alfabeto latino. El Ainu Times usa ambos sistemas.
Los caracteres Unicode Katakana Phonetic Extensions (extensión fonética Katakana) (31F0-31FF) incluye principalmente caracteres katakana para la lengua ainu. Se usa a menudo el katakana en posición de consonante final, algo que no ocurre en japonés.

## Literatura oral
El ainu tiene una rica tradición oral de sagas heroicas llamadas yukar, que retienen una serie de arcaísmos gramaticales y léxicos.